# Nina Serbina
Nina Serbina (ucraïnès: Ніна Сербіна; nascuda el 21 de juliol de 1951) és una ex saltadora d'alçada ucraïnesa que va competir per la Unió Soviètica. Va ser medallista de bronze a la Copa del Món de la IAAF de 1979, celebrada a Mont-real, amb un salt d' 1.90 m. El seu rècord personal va ser d'1.96 m, establert el 1980 a Chernihiv.
Serbina va ser una de les atletes més ben classificades del món durant la seva carrera, sent la sisena millor jugadora del món el 1979 i la quarta millor del 1980 (tercera a Europa).
Està casada amb el jugador professional d'escacs letó Zigurds Lanka.